# Jan Barbesaen
Jan Barbesaen (Brugge, ca. 1420 - 18 mei 1477) was een burgemeester van Brugge.

## Levensloop
Barbesaen behoorde tot een belangrijke familie van Italiaanse origine die in de veertiende eeuw tot de vooraanstaande makelaars binnen de stad Brugge behoorde en in de vijftiende eeuw was opgeklommen tot de status van patriciërsfamilie, met leden die overheidsfuncties uitoefenden in dienst van de stad of het Brugse Vrije en die ook in de gunst kwamen van de Bourgondische hertogen.
Hij behoorde tot de rijke jongelui die lid waren van het ridderlijk gezelschap Witte Beer en nam in 1444 deel aan het jaarlijks steekspel. 

## Stedelijke ambten
Barbesaen was poorter van Brugge en werd opgenomen in het stadsbestuur. Hij vervulde de volgende functies:
- raadslid in 1457-58
- hoofdman voor het Sint-Jacobssestendeel in 1467-68, 1473-74 en 1475-76
- burgemeester van de raadsleden in 1469-70
- burgemeester van de schepenen in 1473-74

Het bereiken van de hoogste functie in de stadsambten zou hem het leven kosten.

## Ter dood gebracht
Het nieuws dat Karel de Stoute gesneuveld was bereikte Brugge rond 10 januari 1477. Onmiddellijk werd het onrustig in de stad. Vooral in de middens van de ambachten werd bestendig vergaderd en wilde men Maria van Bourgondië onder druk zetten om méér vrijheden toe te staan en minder belastingen te eisen. Enkele voormalige burgemeesters, gekend als aanhangers van de Bourgondiërs, werden in maart opgepakt, maar na enkele dagen weer los gelaten.
De onderhandelingen leidden tot wijzigingen aan de bestaande keuren, met onder meer het afschaffen van het Brugse Vrije als Vierde lid van de Staten van Vlaanderen, iets waar Brugge sterk op stond. Maar toen Maria begin april naar Brugge kwam om er haar Blijde Intrede te doen en de eed van trouw van haar onderdanen in ontvangst te nemen, werd bekend dat ze deze toegeving alweer had ingetrokken. De Bruggelingen weigerden dan ook de eed af te leggen. De gemoederen geraakten behoorlijk verhit. Met hun vlaggen voorop vatten de ambachten in gewapende slagorde post op de Markt. Op 19 april werd het stadsbestuur, dat normaal tot september daaropvolgend in dienst moest blijven, gewoon afgezet en door nieuwe burgemeesters, schepenen en raadsleden vervangen, die het vertrouwen van de ambachten genoten. Vier schepenen van het afgedankte schepencollege werden gearresteerd, terwijl de andere op de vlucht sloegen. 
Toen kwam de maand mei. De woede had het kookpunt bereikt en de ambachten eisten de arrestatie en berechting van verschillende vroegere burgemeesters, met name Jan Barbesaen, Paulus van Overtvelt, Anselmus Adornes, Jan III de Baenst en Jan van Nieuwenhove. Die laatste was de stad ontvlucht, maar de vier andere werden opgepakt. De eerste die werd aangepakt was Jan Barbesaen. Hij werd ondervraagd en gefolterd en bekende al wat men maar wilde. Het vonnis stond vooraf vast: hij moest dood.
Op 17 mei kwam een afvaardiging, geleid door Lodewijk van Gruuthuse en de suffragaan van de minderbroeders, samen met vertegenwoordigers van alle vreemde naties ten gunste van Barbesaen pleiten en te vragen dat men het bij het verbeurd verklaren van zijn goederen zou houden. De twee dochters van Barbesaen kwamen ook smeken voor het leven van hun vader. De ambachtslieden bleven onberoerd. De schepenen werden uit het stadhuis of hun woning gehaald, van waar ze naar de Markt werden gebracht en er zonder verder uitstel het doodvonnis moesten uitspreken. Nog dezelfde dag, tegen zeven uur 's avonds, werd Barbesaen naar de Markt geleid en, onder grote volkstoeloop, onthoofd. 
Hiermee was de woede van de menigte enigszins gekoeld en in de volgende dagen werden de andere gevangen burgemeesters zwaar gestraft, maar niet ter dood veroordeeld.